# 키안니
키안니 (Chianni) 이탈리아 토스카나주의 피사도에 위치한 코무네 (지방자치단체)이다. 피렌체에서 남서쪽 약 60 킬로미터 (37 mi), 피사에서 동남쪽 35 킬로미터 (22 mi) 거리에 있다.
넓은 밤나무 숲과 포도 및 올리브 나무 경작지가 있다.
카시아나테르메라리, 카스텔리나마리티마, 라야티코, 리파르벨라, 산타루체, 테리촐라 등과 경계를 맞대고 있다.

## 역사
피렌체의 통치권으로 편입되기 전, 중세 키안니는 볼테라 주교와 피사 공화국 등과 맞서 싸웠다. 가장 인기 있는 관광지에는 조반니 바티스타 템페스티의 프레스코가 존재하는 콤파니아 델라 산티시마 안눈치아타 예배당이 있다. 산 도나토 교구 교회는 지진이 발생한 뒤인 1810년에 세워졌고 1896년 조사 때 성모와 예수의 탄생을 묘사한 아우렐리오 로미의 제단화를 언급했다.